# Saint-Maurice (Champagne)
Pour les articles homonymes, voir Saint-Maurice.
Saint-Maurice est un hameau situé sur le territoire de la commune vaudoise de Champagne, en Suisse.

## Histoire
Siège d'une villa gallo-romaine, le village appartient à la seigneurie de Grandson pendant le Moyen Âge, puis rejoint le bailliage de Grandson à la suite de l'invasion bernoise de 1536. Lors de la création du canton de Vaud, il fut rattaché à la commune de Champagne.

## Monuments
Le hameau compte un temple protestant, anciennement dédié la foi catholique et appelé église Saint-Maurice.